# Jože Makoter
Jože Makoter, slovenski policist, * 17. februar 1955.
Pred, med slovensko osamosvojitveno vojno in po njej je bil komandir Postaje milice Ljutomer. Med samo vojno je poveljeval miličnikom, ki so skupaj s teritorialci (katerim je poveljeval Ljubo Dražnik) zaustavili oklepno kolono JLA (iz sestave 32. mehanizirane brigade, katera je imela nalogo prodreti iz Varaždina preko Ljutomerja v Gornjo Radgono) pri Cvenu, tako da ni mogla prodreti v Ljutomer.
V javnosti je najbolj znan po tem, da je bil 25. septembra 1999 umorjen njegov brat Janko Makoter. 7. novembra 2000 je neznanec ob poslopje policijske postaje odvrgel dve vojaški bombi, skoraj istočasno pa so na Jožetovo hišo izstrelili raketo Zolja.
Od leta 2009 je sekretar občinskega odbora Zares za Ljutomer.

## Odlikovanja in nagrade
Leta 2000 je prejel častni znak svobode Republike Slovenije z naslednjo utemeljitvijo: »za izjemne zasluge pri obrambi svobode in uveljavljanju suverenosti Republike Slovenije«.